# Toon Leenders
Toon Leenders (Deurne, 17 april 1986) is een Nederlands voormalige handbalspeler. Tijdens zijn spelerscarrière kwam Leenders uit voor Bevo HC, HSG Nordhorn-Lingen en TUSEM Essen. Daarnaast kwam hij in totaal 102 wedstrijden uit voor het nationaal team.

## Biografie
Leenders begon met handballen op 12-jarige leeftijd bij Bevo HC en debuteerde ook in bij die club in de eredivisie.  Vervolgens speelde hij bij verschillende clubs in Duitsland, in 2015 keerde hij terug naar Bevo HC, maar verliet de club in 2017 om weer te spelen voor HSG Nordhorn-Lingen.
Leenders speelde zijn eerste A-interland op 3 juni 2006 tegen Portugal. Ook was hij deel van de Nederlandse selectie die meedeed aan het EK 2020. In juni 2020 gaf Leenders aan om te denken over afscheid als international. Vanwege artrose in de heup van Leenders werd de oud-international gedwongen te stoppen. Hij speelde zijn laatste wedstrijd bij HSG Nordhorn-Lingen in juni 2021.